# We Remember Cannon
We Remember Cannon è un album discografico dal vivo a nome della Nat Adderley Quintet, pubblicato dalla In & Out Records nel 1991.

## Tracce
1. I'll Remember April – 10:11 (Don Raye, Patricia Johnson, Gene De Paul)
2. Unit 7 – 8:02 (Sam Jones)
3. Talkin' About You, Cannon – 6:51 (Nat Adderley)
4. Work Song – 6:53 (Nat Adderley)
5. Soul Eyes – 10:33 (Mal Waldron)
6. Stella by Starlight – 9:53 (Victor Young, Ned Washington)
7. Autumn Leaves – 13:51 (Jacques Prévert, Johnny Mercer, Joseph Kosma)

Durata totale: 66:14

## Musicisti
- Nat Adderley - cornetta
- Vincent Herring - sassofono alto
- Art Resnick - pianoforte
- Walter Booker - contrabbasso
- Jimmy Cobb - batteria

Note aggiuntive:
- Mike Hennessey - produttore (per la In & Out Records)
- Registrato dal vivo al Moonwalker Club di Aarburg, Svizzera, il 18 novembre 1989
- Peter Heuberger - ingegnere del suono
- Mixato al Winnie Leyth Studios da Winnie Leyh
- Ringraziamento speciale a Gaby Kleinschmidt[1]